# Satish Dhawan Space Centre

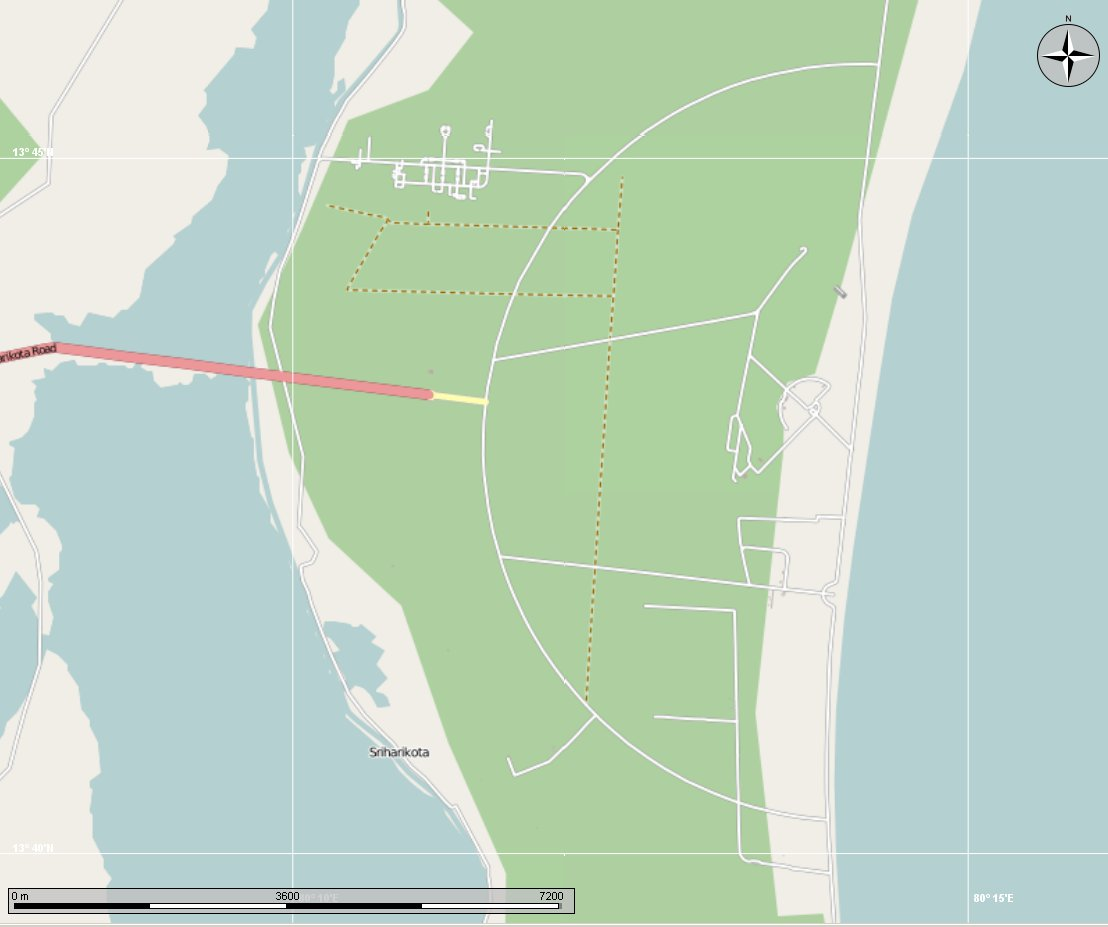
Karte des Satish Dhawan Space Centre

Das Satish Dhawan Space Centre (SHAR) ist ein Raketenstartplatz der indischen Raumfahrtbehörde ISRO. Es liegt an der Südostküste Indiens im Bundesstaat Andhra Pradesh, etwa 80 Kilometer nördlich von Chennai.

## Bezeichnungen
Ursprünglich wurde der Startplatz Sriharikota Range oder Sriharikota Launching Range genannt, nach der Insel Sriharikota, auf der sich das Gelände befindet. Seinen jetzigen Namen erhielt er am 5. September 2002 nach dem Tode des ISRO-Vorsitzenden Satish Dhawan. Die Abkürzung war jedoch immer SHAR (‚Sriharikota High Altitude Range‘).

## Geschichte
Indien verfügte mit Thumba über einen Raketenstartplatz, der ab 1963 für Höhenforschungsraketen verwendet wurde. Durch die Lage zwischen Arabischem Meer und Ceylon waren Starts von Satelliten jedoch nicht möglich, so dass ein weiterer Startplatz errichtet werden musste.
Im Jahre 1969 wurde hierfür das Gelände auf der Insel Sriharikota für einen Raketenstartplatz ausgewählt. Für den Standort sprechen die Nähe zum Äquator und große Wasserflächen nach Osten, wohin Satellitenstarts zumeist erfolgen. Außerdem ist das Gelände leicht zu erreichen, es liegt nahe der Hauptstraße von Chennai (damals Madras) nach Kolkata (damals Calcutta). Angehörige des Yanadi-Volks, die in der Nähe des Geländes halbnomadisch wohnten, wurden ab 1970 umgesiedelt.
Der erste Start von Sriharikota erfolgte am 9. Oktober 1971 mit einem suborbitalen Flug der Höhenforschungsrakete RH-125. Der erste orbitale Start erfolgte am 10. August 1979 mit dem Satelliten Rohini 1A, der jedoch nicht die vorgesehene Umlaufbahn erreichte.
Am 18. Juli 1980 startete von Sriharikota eine SLV-Rakete mit dem Satelliten Rohini 1B. Damit wurde Indien die siebte Nation, die einen eigenen Satelliten mit einer eigenen Rakete in die Erdumlaufbahn brachte.
Am 23. Februar 2004 ereignete sich eine Explosion, als HTPB-Treibstoff für Feststoffraketen von einem Gebäude in ein anderes transportiert wurde. Sechs Personen wurden getötet, drei weitere, die sich am Eingang des Gebäudes aufhielten, schwer verletzt. Das Gebäude wurde durch die Explosion und das anschließende Feuer total zerstört.
Am 25. Dezember 2010 zerbrach eine GSLV-Rakete nach einer Bahnabweichung mit dem Satelliten GSAT-5P an Bord kurz nach dem Start.

## Einrichtungen

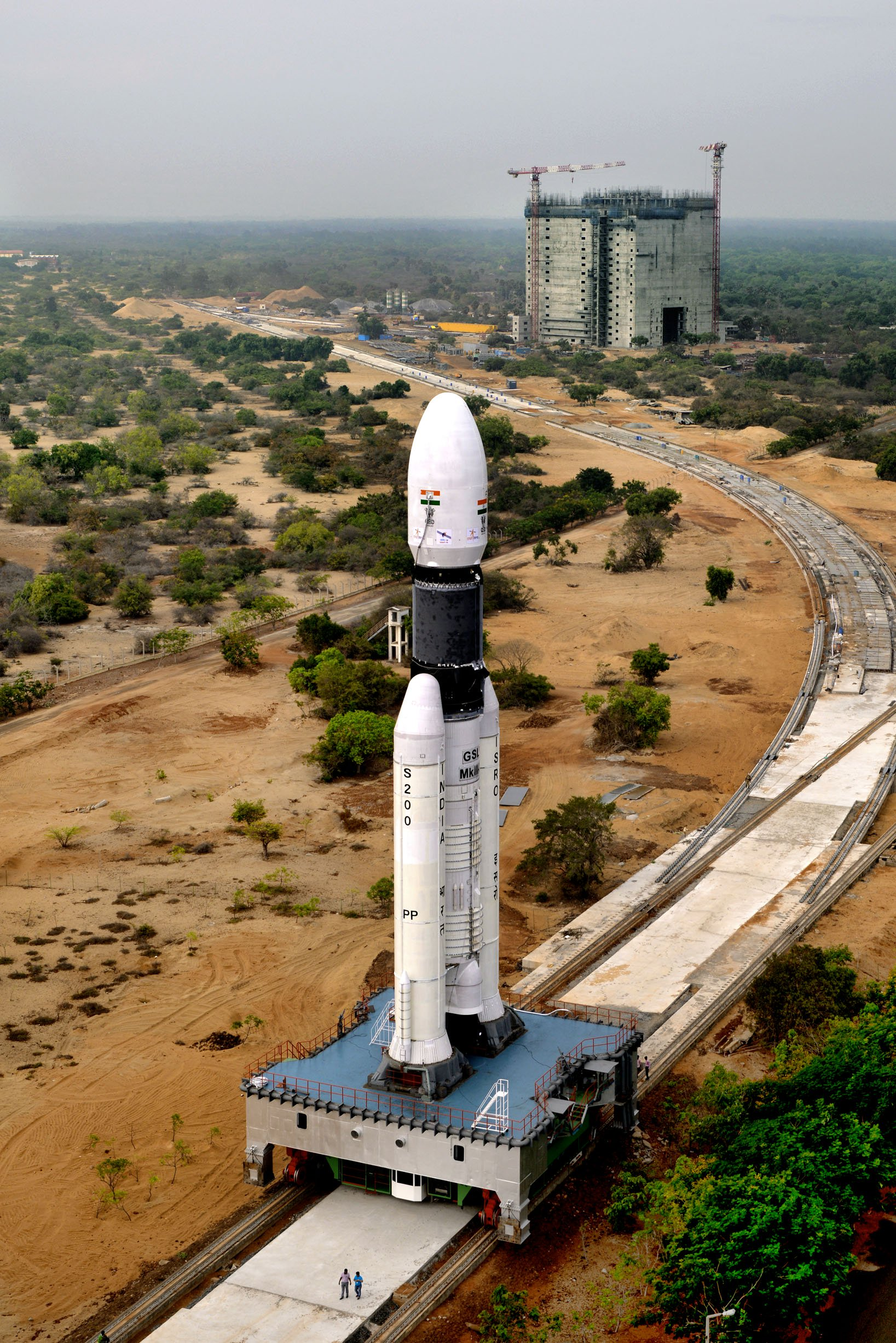
GSLV auf dem Weg zur Startrampe

Auf dem 145 Quadratkilometer großen Testgelände befinden sich eine Fabrik für Feststofftreibstoff, Teststände für Raketentriebwerke, Startrampen, Telemetrie- und Fernsteuerungseinrichtungen sowie Geräte zur Bahnverfolgung von Satelliten.
Die beiden Startrampen haben die Bezeichnungen FLP (First Launch Pad, erster Startplatz) und SLP (Second Launch Pad, zweiter Startplatz). Eine dritte Startrampe TLP (Third Launch Pad, dritter Startplatz) für das bemannte Raumschiff Gaganyaan ist geplant.
Vom Satish Dhawan Space Centre können folgende Raketen gestartet werden:
- RH-Höhenforschungsrakete: seit 1971
- SLV: vier Starts von 1979 bis 1983
- ASLV: vier Starts von 1987 bis 1994
- PSLV: seit 1993, verwendet unter anderem für die Mondsonde Chandrayaan-1
- GSLV: seit 2001, verwendet unter anderem für die Insat-Satelliten
- LVM3: seit 2014, verwendet unter anderem für die Mondsonde Chandrayaan-2, zukünftig auch für die bemannten Missionen des Gaganyaan-Programms
- SSLV: seit 2022